# 虎林虎吉
虎林 虎吉（とらばやし とらきち、1855年（安政2年） - 1907年（明治40年）11月6日）は摂津国西成郡難波村（現・大阪府大阪市中央区難波）出身の大相撲力士。本名は不明。大阪相撲で活躍し最高位は大関。地元出身とあって人気を博した。

## 略歴
朝日山に入門し、のち藤嶋の弟子となる。1879年（明治12年）9月虎林 虎吉（寅吉）で見習二段目に顔を出す。トントン拍子に出世し1884年（明治17年）9月入幕。1886年（明治19年）10月小結、1場所で1887年（明治20年）9月には大関となった。
大阪の第一人者として活躍し1893年（明治26年）10月限りで引退、一代頭取（年寄）虎林となり勝負検査役を努める傍ら貸席などを経営していた。1907年（明治40年）11月6日数え53歳で死去。
実弟の高根松竹治郎が1890年（明治23年）8月に入幕し兄弟同時幕内と話題になるが、高根松は現役で亡くなった。